# Ronde van Duitsland 2008
De Ronde van Duitsland 2008 was de 32ste editie van de Ronde van Duitsland. De wedstrijd werd gehouden van 29 augustus tot 6 september 2008.
De Deutschland Tour startte in Kitzbühel (Oostenrijk) met een proloog en eindigde in Bremen met een tijdrit. Er was, in tegenstelling tot het voorgaande jaar, geen ploegentijdrit in het parcours opgenomen.

## Etappe-overzicht
| etappe  | datum       | start         | finish            | afstand  | winnaar              | klassementsleider |
| ------- | ----------- | ------------- | ----------------- | -------- | -------------------- | ----------------- |
| Proloog | 29 augustus | Kitzbühel     | Kitzbühel         | 3,6 km   | Brett Lancaster      | Brett Lancaster   |
| 1       | 30 augustus | Kitzbühel     | Hochfügen         | 178 km   | Linus Gerdemann      | Linus Gerdemann   |
| 2       | 31 augustus | München       | Hesselberg        | 182,6 km | David de la Fuente   | Linus Gerdemann   |
| 3       | 1 september | Herrieden     | Wiesloch          | 214,9 km | Leonardo Bertagnolli | Linus Gerdemann   |
| 4       | 2 september | Wiesloch      | Mainz             | 174 km   | André Greipel        | Linus Gerdemann   |
| 5       | 3 september | Mainz         | Winterberg        | 218,4 km | Gerald Ciolek        | Linus Gerdemann   |
| 6       | 4 september | Schmallenberg | Neuss             | 188,8 km | Jussi Veikkanen      | Linus Gerdemann   |
| 7       | 5 september | Neuss         | Georgsmarienhütte | 214,3 km | Stéphane Augé        | Linus Gerdemann   |
| 8       | 6 september | Bremen        | Bremen            | 34 km    | Tony Martin          | Linus Gerdemann   |

## Etappe-uitslagen

### Proloog
| rang | renner          | land        | ploeg             | tijd    |
| ---- | --------------- | ----------- | ----------------- | ------- |
|      | Brett Lancaster | Australië   | Team Milram       | 03'59"  |
| 2    | Gustav Larsson  | Zweden      | Team CSC          | z.t.    |
| 3    | Gerald Ciolek   | Duitsland   | Team Columbia     | + 0'02" |
| 4    | Markus Fothen   | Duitsland   | Team Gerolsteiner | + 0'03" |
| 5    | Mark Renshaw    | Australië   | Crédit Agricole   | + 0'04" |
| 6    | William Bonnet  | Frankrijk   | Crédit Agricole   | + 0'04" |
| 7    | Linus Gerdemann | Duitsland   | Team Columbia     | + 0'04" |
| 8    | Björn Schröder  | Duitsland   | Team Milram       | + 0'04" |
| 9    | Grégory Rast    | Zwitserland | Team Astana       | + 0'04" |
| 10   | Maxime Monfort  | België      | Cofidis           | + 0'05" |

### Eerste etappe
Linus Gerdemann van de Columbia-ploeg was in de koninginnenrit van de Ronde van Duitsland de sterkste renner in de slotklim. Hij kreeg op 3 kilometer van de finish nog een probleem met zijn derailleur, waardoor hij een groot deel van zijn voorprong verspeelde. De Zweed Thomas Lövkvist en de Sloveen Janez Brajkovič strandden op 16 seconden van Gerdemann. Raborenner Bauke Mollema ging goed mee op de 13 km lange slotklim, hij werd zesde op 50 seconden. Zijn kopman Denis Mensjov stapte af.
| rang | renner            | land        | ploeg            | tijd      |
| ---- | ----------------- | ----------- | ---------------- | --------- |
|      | Linus Gerdemann   | Duitsland   | Team Columbia    | 4u 42'54" |
| 2    | Thomas Lövkvist   | Zweden      | Team Columbia    | + 0'16"   |
| 3    | Janez Brajkovič   | Slovenië    | Team Astana      | + 0'16"   |
| 4    | Pietro Caucchioli | Italië      | Crédit Agricole  | + 0' 50"  |
| 5    | José Rujano       | Venezuela   | Caisse d'Epargne | + 0'50"   |
| 6    | Bauke Mollema     | Nederland   | Rabobank         | + 0'50"   |
| 7    | Eros Capecchi     | Italië      | Scott            | + 1'13"   |
| 8    | Johann Tschopp    | Zwitserland | Bouygues Télécom | + 1'13"   |
| 9    | Andrea Noè        | Italië      | Liquigas         | + 1'13"   |
| 10   | Daniel Navarro    | Spanje      | Team Astana      | + 1'13"   |

### Tweede etappe
David de la Fuente schreef de tweede rit op zijn naam. De Spanjaard van Scott American Beef achterhaalde in de zware slotkilometer de net gedemarreerde Colombiaan Rigoberto Urán en kwam 2 seconden voor het peloton over de finish. Kasper Klostergaard, Markel Irizar, Bernhard Kohl en Yoann Le Boulanger hadden in de 182 kilometer lange etappe urenlang op kop gereden, maar werden op 7 kilometer van de finish ingerekend. In de heuvelachtige finale probeerde de Belg Johan Vansummeren nog weg te komen, maar hij kwam net iets tekort. Bauke Mollema eindigde als zesde, Linus Gerdemann bleef de klassementsleider.
| rang | renner             | land      | ploeg               | tijd      |
| ---- | ------------------ | --------- | ------------------- | --------- |
|      | David de la Fuente | Spanje    | Scott American Beef | 3u 48'38" |
| 2    | Pietro Caucchioli  | Italië    | Crédit Agricole     | + 0'02"   |
| 3    | Thomas Lövkvist    | Zweden    | Team Columbia       | + 0'02"   |
| 4    | Janez Brajkovič    | Slovenië  | Team Astana         | + 0'02"   |
| 5    | Linus Gerdemann    | Duitsland | Team Columbia       | + 0'02"   |
| 6    | Bauke Mollema      | Nederland | Rabobank            | + 0'02"   |
| 7    | Daniel Navarro     | Spanje    | Team Astana         | + 0'08"   |
| 8    | Paul Martens       | Duitsland | Rabobank            | + 0'10"   |
| 9    | Eros Capecchi      | Italië    | Scott American Beef | + 0'10"   |
| 10   | Giovanni Visconti  | Italië    | Quick-Step          | + 0'10"   |

### Derde etappe
| rang | renner               | land      | ploeg               | tijd      |
| ---- | -------------------- | --------- | ------------------- | --------- |
|      | Leonardo Bertagnolli | Italië    | Liquigas            | 5u 20'34" |
| 2    | Rigoberto Urán       | Colombia  | Caisse d'Epargne    | z.t.      |
| 3    | Thomas Lövkvist      | Zweden    | Team Columbia       | z.t.      |
| 4    | Eros Capecchi        | Italië    | Scott American Beef | z.t.      |
| 5    | Giovanni Visconti    | Italië    | Quick-Step          | z.t.      |
| 6    | Daniel Navarro       | Spanje    | Team Astana         | z.t.      |
| 7    | Bauke Mollema        | Nederland | Rabobank            | z.t.      |
| 8    | Philip Deignan       | Ierland   | AG2R-La Mondiale    | z.t.      |
| 9    | Linus Gerdemann      | Duitsland | Team Columbia       | z.t.      |
| 10   | Janez Brajkovič      | Slovenië  | Team Astana         | z.t.      |

### Vierde etappe
André Greipel won de vierde etappe. In de 174 lange rit van Wiesloch naar Mainz bleef de Duitser van de Columbia-ploeg de Australiër Robbie McEwen in de massasprint net voor. Het peloton had op 7 kilometer van de finish een einde gemaakt aan de vlucht van Thomas Voeckler en Tom Stubbe. De Fransman en de Belg ontsnapten na 75 kilometer en kregen een maximale voorsprong van 6.30 minuten. Greipel boekte zijn twaalfde overwinning van het seizoen, zijn landgenoot Linus Gerdemann behield de leiderstrui.
| rang | renner           | land        | ploeg           | tijd      |
| ---- | ---------------- | ----------- | --------------- | --------- |
|      | André Greipel    | Duitsland   | Team Columbia   | 3u 59'37" |
| 2    | Robbie McEwen    | Australië   | Silence-Lotto   | z.t.      |
| 3    | Robert Förster   | Duitsland   | Gerolsteiner    | z.t.      |
| 4    | Mark Renshaw     | Australië   | Crédit Agricole | z.t.      |
| 5    | Graeme Brown     | Australië   | Rabobank        | z.t.      |
| 6    | Olaf Pollack     | Duitsland   | Team Volksbank  | z.t.      |
| 7    | Mirco Lorenzetto | Italië      | Lampre          | z.t.      |
| 8    | Markus Zberg     | Zwitserland | Gerolsteiner    | z.t.      |
| 9    | Gerald Ciolek    | Duitsland   | Team Columbia   | z.t.      |
| 10   | René Haselbacher | Oostenrijk  | Team Astana     | z.t.      |

### Vijfde etappe
Gerald Ciolek won de vijfde etappe. De Duitser van Team Columbia was de snelste in de sprint aan het eind van de col van de derde categorie. Klassementsleider Linus Gerdemann zat ook in de eerste groep, hij werd elfde en behield hierdoor de leiderstrui. Pieter Weening behoorde in de 217 km lange rit in de stromende regen tot een kopgroep. Van de kopgroep gaf Gustav Larsson op 40 km van de finish als laatste op. Vervolgens probeerden Peter Velits en Kjell Carlström het nog, maar tijdens de slotklim moest het tweetal al snel opgeven.
| rang | renner               | land        | ploeg                 | tijd       |
| ---- | -------------------- | ----------- | --------------------- | ---------- |
|      | Gerald Ciolek        | Duitsland   | Team Columbia         | 5u 39' 35" |
| 2    | Rubens Bertogliati   | Zwitserland | Scott American Beef   | z.t.       |
| 3    | Leonardo Bertagnolli | Italië      | Liquigas              | z.t.       |
| 4    | Thomas Lövkvist      | Zweden      | Team Columbia         | z.t.       |
| 5    | Johannes Fröhlinger  | Duitsland   | Gerolsteiner          | z.t.       |
| 6    | Jussi Veikkanen      | Finland     | La Française des Jeux | z.t.       |
| 7    | Rigoberto Urán       | Colombia    | Caisse d'Epargne      | z.t.       |
| 8    | David Loosli         | Zwitserland | Lampre                | z.t.       |
| 9    | Francesco Gavazzi    | Italië      | Lampre                | z.t.       |
| 10   | Maxime Monfort       | Frankrijk   | Cofidis               | z.t.       |

### Zesde etappe
Jussi Veikkanen won de zesde etappe. De Fin won in de 189 kilometer lange rit van Bad Fredeburg naar Neuss de eindsprint van een kopgroep van elf renners, die na 44 kilometer was ontstaan. Linus Gerdemann behield de leiding in het algemeen klassement.
| rang | renner            | land        | ploeg                 | tijd       |
| ---- | ----------------- | ----------- | --------------------- | ---------- |
|      | Jussi Veikkanen   | Finland     | La Française des Jeux | 4u 17' 22" |
| 2    | Maksim Iglinski   | Kazachstan  | Team Astana           | z.t.       |
| 3    | Thierry Hupond    | Frankrijk   | Skil-Shimano          | z.t.       |
| 4    | Pablo Lastras     | Spanje      | Caisse d'Epargne      | z.t.       |
| 5    | Rémi Pauriol      | Frankrijk   | Crédit Agricole       | z.t.       |
| 6    | Christophe Mengin | Frankrijk   | La Française des Jeux | z.t.       |
| 7    | Jon Bru           | Spanje      | Euskaltel-Euskadi     | z.t.       |
| 8    | Kjell Carlström   | Finland     | Liquigas              | z.t.       |
| 9    | David Loosli      | Zwitserland | Lampre                | z.t.       |
| 10   | Matthias Russ     | Duitsland   | Gerolsteiner          | z.t.       |

### Zevende etappe
De Fransman Stéphane Augé won de zevende etappe. De Cofidis-renner won na de 215 kilometer van Neuss naar Georgsmarienhütte de sprint van een kopgroep van elf die na 30 kilometer koers was ontstaan. Linus Gerdemann bleef klassementsleider.
| rang | renner              | land      | ploeg             | tijd       |
| ---- | ------------------- | --------- | ----------------- | ---------- |
|      | Stéphane Augé       | Frankrijk | Cofidis           | 4u 45' 33" |
| 2    | Thierry Hupond      | Frankrijk | Skil-Shimano      | z.t.       |
| 3    | Mauro Da Dalto      | Italië    | Liquigas          | z.t.       |
| 4    | Johannes Fröhlinger | Duitsland | Gerolsteiner      | z.t.       |
| 5    | Christian Knees     | Duitsland | Team Milram       | z.t.       |
| 6    | Jens Voigt          | Duitsland | Team CSC          | z.t.       |
| 7    | Thomas Voeckler     | Frankrijk | Bouygues Télécom  | z.t.       |
| 8    | Jorge Azanza        | Spanje    | Euskaltel-Euskadi | z.t.       |
| 9    | Koos Moerenhout     | Nederland | Rabobank          | z.t.       |
| 10   | Simon Špilak        | Slovenië  | Lampre            | z.t.       |

### Achtste etappe
De afsluitende tijdrit werd gewonnen door Tony Martin. Hij was 34 seconden sneller dan zijn ploeggenoot Bert Grabsch. De Hongaarse specialist László Bodrogi kwam ten val en werd met zware verwondingen aan het onderbeen afgevoerd naar het ziekenhuis. Linus Gerdemann verstevigde zijn koppositie in het algemeen klassement door extra tijd te winnen op zijn voornaamste concurrenten Thomas Lövkvist en Janez Brajkovič. Gerdemann werd daarmee de winnaar van deze editie van de Ronde van Duitsland.
| rang | renner              | land      | ploeg                 | tijd     |
| ---- | ------------------- | --------- | --------------------- | -------- |
|      | Tony Martin         | Duitsland | Team Columbia         | 39'49"   |
| 2    | Bert Grabsch        | Duitsland | Team Columbia         | op 0'34' |
| 3    | Gustav Larsson      | Zweden    | Team CSC              | op 0'48' |
| 4    | Linus Gerdemann     | Duitsland | Team Columbia         | op 1'17' |
| 5    | Vladimir Karpets    | Rusland   | Caisse d'Epargne      | op 1'43' |
| 6    | Thomas Lövkvist     | Zweden    | Team Columbia         | op 1'52' |
| 7    | Raivis Belohvoščiks | Letland   | Scott-American Beef   | op 2'23' |
| 8    | Janez Brajkovič     | Slovenië  | Team Astana           | op 2'31' |
| 9    | Dominik Roels       | Duitsland | Team Milram           | op 2'32' |
| 10   | Jussi Veikkanen     | Finland   | La Française des Jeux | op 2'40' |

## Eindklassementen

### Algemeen klassement
| Plaats    | Naam               | Ploeg               | Tijd      |
| --------- | ------------------ | ------------------- | --------- |
| Gele trui | Linus Gerdemann    | Team Columbia       | 33u25'18" |
| 2         | Thomas Lövkvist    | Team Columbia       | + 52"     |
| 3         | Janez Brajkovič    | Team Astana         | + 1' 34"  |
| 4         | Daniel Navarro     | Team Astana         | + 3' 06"  |
| 5         | Pietro Caucchioli  | Crédit Agricole     | + 3' 27"  |
| 6         | José Rujano        | Caisse d'Epargne    | + 3' 35"  |
| 7         | Bauke Mollema      | Rabobank            | + 3' 56"  |
| 8         | Andrea Noè         | Liquigas            | + 4' 10"  |
| 9         | Eros Capecchi      | Scott-American Beef | + 4' 44"  |
| 10        | Jussi Veikkanen    | Française des Jeux  | + 4' 53"  |
|           |                    |                     |           |
| 20        | Kevin Seeldraeyers | Quick-Step          | + 7' 41"  |
| 42        | Pieter Weening     | Rabobank            | + 19' 16" |

### Nevenklassementen
| Puntenklassement | Puntenklassement | Puntenklassement | Puntenklassement   | Puntenklassement |
| rang             | renner           | land             | ploeg              | punten           |
| ---------------- | ---------------- | ---------------- | ------------------ | ---------------- |
|                  | Thomas Lövkvist  | Zweden           | Team Columbia      | 80               |
| 2                | Linus Gerdemann  | Duitsland        | Team Columbia      | 73               |
| 3                | Jussi Veikkanen  | Finland          | Française des Jeux | 52               |

| Bergklassement | Bergklassement  | Bergklassement | Bergklassement | Bergklassement |
| rang           | renner          | land           | ploeg          | punten         |
| -------------- | --------------- | -------------- | -------------- | -------------- |
|                | Daniel Musiol   | Duitsland      | Team Volksbank | 18             |
| 2              | Thomas Lövkvist | Zweden         | Team Columbia  | 14             |
| 3              | Linus Gerdemann | Duitsland      | Team Columbia  | 13             |

| Jongerenklassement | Jongerenklassement | Jongerenklassement | Jongerenklassement | Jongerenklassement |
| rang               | renner             | land               | ploeg              | punten             |
| ------------------ | ------------------ | ------------------ | ------------------ | ------------------ |
|                    | Thomas Lövkvist    | Zweden             | Team Columbia      | 33u 26' 10"        |
| 2                  | Janez Brajkovič    | Slovenië           | Team Astana        | op 0' 42"          |
| 3                  | Daniel Navarro     | Spanje             | Team Astana        | op 2' 14"          |

| Ploegenklassement | Ploegenklassement   | Ploegenklassement | Ploegenklassement | Ploegenklassement |
| rang              | ploeg               | land              | tijd              |                   |
| ----------------- | ------------------- | ----------------- | ----------------- | ----------------- |
|                   | Scott-American Beef | Verenigde Staten  | 100u 22' 54"      |                   |
| 2                 | Team Astana         | Luxemburg         | 0' 42"            |                   |
| 3                 | Caisse d'Epargne    | Spanje            | op 1' 13"         |                   |

## Klassementsleiders na elke etappe
| Etappe  | Algemeen Klassement | Bergklassement  | Puntenklassement | Teamklassement      | Jongerenklassement |
| Proloog | Brett Lancaster     | Niet uitgereikt | Brett Lancaster  | Team Milram         | Gerald Ciolek      |
| 1       | Linus Gerdemann     | Daniel Musiol   | Linus Gerdemann  | Team Astana         | Thomas Lövkvist    |
| 2       | Linus Gerdemann     | Daniel Musiol   | Linus Gerdemann  | Team Astana         | Thomas Lövkvist    |
| 3       | Linus Gerdemann     | Daniel Musiol   | Thomas Lövkvist  | Caisse d'Epargne    | Thomas Lövkvist    |
| 4       | Linus Gerdemann     | Daniel Musiol   | Thomas Lövkvist  | Caisse d'Epargne    | Thomas Lövkvist    |
| 5       | Linus Gerdemann     | Daniel Musiol   | Thomas Lövkvist  | Caisse d'Epargne    | Thomas Lövkvist    |
| 6       | Linus Gerdemann     | Daniel Musiol   | Thomas Lövkvist  | Team Astana         | Thomas Lövkvist    |
| 7       | Linus Gerdemann     | Daniel Musiol   | Thomas Lövkvist  | Liquigas            | Thomas Lövkvist    |
| 8       | Linus Gerdemann     | Daniel Musiol   | Thomas Lövkvist  | Scott-American Beef | Thomas Lövkvist    |
| Totaal  | Linus Gerdemann     | Daniel Musiol   | Thomas Lövkvist  | Scott-American Beef | Thomas Lövkvist    |